# Liga Profesional Saudí 2024-25
La temporada 2024-25 fue la 49.ª edición de la Liga Profesional Saudí, la máxima categoría del fútbol en Arabia Saudita. La liga inició el 22 de agosto de 2024 y finalizó el 26 de mayo de 2025.
La liga contó con 18 equipos: quince de la edición anterior y tres ascendidos de la Primera División Saudí 2023-24. El Al-Hilal Saudí es el defensor del título.

## Sistema de competición
La competición constó de un grupo único integrado por dieciocho clubes de toda la geografía saudí. Siguiendo un sistema de liga, los dieciocho equipos se enfrentaron todos contra todos en dos ocasiones, una en campo propio y otra en campo contrario, sumando un total de 34 jornadas. El orden de los encuentros se decidió por sorteo antes de empezar la competición y la clasificación final se estableció teniendo en cuenta los puntos obtenidos en cada enfrentamiento, a razón de tres por partido ganado, uno por empate y ninguno en caso de derrota.
Clasificación para competiciones asiáticas
Los tres mejores equipos se clasificaron para la Liga de Campeones Élite de la AFC 2025-26. El campeón de la Copa del Rey de Campeones 2024-25 clasificó a la Liga de Campeones 2 de la AFC 2025-26 y los últimos tres descendieron a la MS League 2025-26.
- Nota: Si un equipo obtenía una plaza para la Liga de Campeones 2 de la AFC por ganar la Copa del Rey de Campeones, pero finalizaba la temporada entre los tres primeros clasificados de la Liga Saudí, la plaza obtenida en Copa pasaba al cuarto clasificado, siendo este el que accedía a la plaza de la Liga de Campeones 2 de la AFC.

En junio de 2023, el Fondo de Inversión Pública adquirió una participación del 75% en Al-Ahli, Al-Hilal, Al-Ittihad y Al-Nassr.

## Ascensos y descensos
| Pos. | Descendidos a Segunda División |
| ---- | ------------------------------ |
| 16.º | Abha                           |
| 17.º | Al-Tai                         |
| 18.º | Al-Hazem                       |

| Pos. | Ascendidos de Segunda División |
| ---- | ------------------------------ |
| 1.º  | Al-Qadisiyah                   |
| 2.º  | Al-Orobah                      |
| 3.º  | Al-Kholood                     |

## Equipos
Los clubes Abha, Al-Hazem y Al-Tai fueron relegados a la Primera División Saudí al ubicarse en las posiciones 16, 17 y 18 de la temporada anterior. Ascendieron el Al-Kholood, Al-Orobah y Al-Qadisiyah.

### Ciudades y estadios
| Equipo       | Ciudad         | Estadio                                     | Capacidad |
| ------------ | -------------- | ------------------------------------------- | --------- |
| Al-Qadisiyah | Al Kobhar      | Prince Saud bin Jalawi Sports City          | 15 000    |
| Al-Ahli      | Yeda           | King Abdullah Sports City                   | 62 242    |
| Al-Ettifaq   | Dammam         | Príncipe Mohamed bin Fahd                   | 35 000    |
| Al-Kholood   | Ar Rass        | Al-Hazem Club                               | 8000      |
| Al-Khaleej   | Saihat         | Al-Khaleej Club                             | 10 000    |
| Al-Fateh     | Al-Hasa        | Príncipe Abdullah bin Jalawi                | 26 000    |
| Al-Fayha     | Al Majma'ah    | Al Majma'ah Sports City                     | 7000      |
| Al-Okhdood   | Naŷrán         | Príncipe Hathloul bin Abdul Aziz Sport City | 12 000    |
| Al-Riyadh    | Riad           | Príncipe Turki bin Abdul Aziz               | 15 000    |
| Al-Wehda     | La Meca        | Rey Abdul Aziz                              | 33 000    |
| Al-Hilal     | Riad           | Kingdom Arena                               | 30 500    |
| Al-Ittihad   | Yeda           | King Abdullah Sports City                   | 62 242    |
| Al-Nassr     | Riad           | Mrsool Park                                 | 25 000    |
| Al-Raed      | Buraidá        | King Abdullah Sport City                    | 25 000    |
| Al-Shabab    | Riad           | Príncipe Faisal bin Fahd                    | 22 500    |
| Al-Taawoun   | Buraidá        | King Abdullah Sport City                    | 25 000    |
| Al-Orobah    | Sakaka         | Al-Orobah Club Stadium                      | 7000      |
| Damac        | Khamis Mushait | Prince Sultan bin Abdul Aziz                | 20 000    |

*Nota: Los estadios mostrados en la tabla anterior fueron los utilizados por los equipos en la temporada.

## Desarrollo

### Clasificación
| Pos. | Equipo         | Pts. | PJ | G  | E  | P  | GF | GC | Dif. | Clasificación 2025-26                      |
| ---- | -------------- | ---- | -- | -- | -- | -- | -- | -- | ---- | ------------------------------------------ |
| 1    | Al-Ittihad (C) | 83   | 34 | 26 | 5  | 3  | 79 | 35 | +44  | Fase de liga de la Liga de Campeones Élite |
| 2    | Al-Hilal       | 75   | 34 | 23 | 6  | 5  | 95 | 41 | +54  | Fase de liga de la Liga de Campeones Élite |
| 3    | Al-Nassr       | 70   | 34 | 21 | 7  | 6  | 80 | 38 | +42  | Fase de grupos de la Liga de Campeones 2   |
| 4    | Al-Qadisiyah   | 68   | 34 | 21 | 5  | 8  | 53 | 31 | +22  |                                            |
| 5    | Al-Ahli        | 67   | 34 | 21 | 4  | 9  | 69 | 36 | +33  | Fase de liga de la Liga de Campeones Élite |
| 6    | Al-Shabab      | 60   | 34 | 18 | 6  | 10 | 65 | 41 | +24  |                                            |
| 7    | Al-Ettifaq     | 50   | 34 | 14 | 8  | 12 | 44 | 45 | −1   |                                            |
| 8    | Al-Taawoun     | 45   | 34 | 12 | 9  | 13 | 40 | 39 | +1   |                                            |
| 9    | Al-Kholood     | 40   | 34 | 12 | 4  | 18 | 42 | 64 | −22  |                                            |
| 10   | Al-Fateh       | 39   | 34 | 11 | 6  | 17 | 47 | 61 | −14  |                                            |
| 11   | Al-Riyadh      | 38   | 34 | 10 | 8  | 16 | 37 | 52 | −15  |                                            |
| 12   | Al-Khaleej     | 37   | 34 | 10 | 7  | 17 | 40 | 57 | −17  |                                            |
| 13   | Al-Fayha       | 36   | 34 | 8  | 12 | 14 | 27 | 49 | −22  |                                            |
| 14   | Damac          | 35   | 34 | 9  | 8  | 17 | 37 | 50 | −13  |                                            |
| 15   | Al-Okhdood     | 34   | 34 | 9  | 7  | 18 | 33 | 56 | −23  |                                            |
| 16   | Al-Wehda (D)   | 33   | 34 | 9  | 6  | 19 | 42 | 67 | −25  | Descenso a la Liga Yello                   |
| 17   | Al-Orobah (D)  | 30   | 34 | 9  | 3  | 22 | 31 | 74 | −43  | Descenso a la Liga Yello                   |
| 18   | Al-Raed (D)    | 21   | 34 | 6  | 3  | 25 | 41 | 66 | −25  | Descenso a la Liga Yello                   |

 Fuente: SPL
Criterios de clasificación: 1) Puntos; 2) Puntos en partidos directos; 3) Gol diferencia en partidos directos; 4) Gol diferencia; 5) Goles anotados; 6) Puntos Fair-play (Nota: Desempate con enfrentamientos directos es usado solo después de haber jugado todos los partidos entre los equipos en cuestión).
Notas:
1. ↑  Al-Nassr recibió tres puntos después de que Al-Orobah alineara a un jugador no elegible.
2. ↑  Dado que el campeón de la Copa del Rey de Campeones (Al-Ittihad) clasificó a la Liga de Campeones Élite mediante su posición en la Liga Saudí, el cupo del campeón de copa en la Liga de Campeones 2 fue traspasado al tercer puesto de este torneo.
3. ↑  Campeón de la Liga de Campeones Élite de la AFC 2024-25.
4. ↑  Al Al-Orobah le descontaron tres puntos por alinear a un jugador no elegible contra Al-Nassr.

|                                |
| Bandera de Arabia Saudita      |
| Campeón Al-Ittihad 10.º título |

### Resultados
| Local \ Visitante | QAD | AHL | KHO | ETT | FAT | FAY | HIL | ITT | KHJ | NSR | RAE | SHB | TWN | ORO | OKH | RIY | WHD | DAM |
| ----------------- | --- | --- | --- | --- | --- | --- | --- | --- | --- | --- | --- | --- | --- | --- | --- | --- | --- | --- |
| Al-Qadisiyah      |     | 1–0 | 4–1 | 1–1 | 3–0 | 2–0 | 2–1 | 1–1 | 1–0 | 2–1 | 2–0 | 0–1 | 0–3 | 3–1 | 2–0 | 1–0 | 3–1 | 2–1 |
| Al-Ahli           | 4–1 |     | 4–1 | 1–3 | 2–0 | 5–0 | 1–2 | 2–2 | 2–2 | 2–3 | 2–0 | 3–2 | 2–0 | 2–0 | 1–1 | 5–0 | 1–0 | 4–2 |
| Al-Kholood        | 0–3 | 1–0 |     | 1–0 | 2–1 | 2–0 | 2–4 | 0–1 | 2–1 | 3–3 | 2–1 | 0–2 | 0–2 | 3–3 | 0–1 | 3–2 | 1–0 | 1–3 |
| Al-Ettifaq        | 0–2 | 1–2 | 2–3 |     | 1–2 | 0–2 | 1–1 | 0–4 | 2–1 | 0–3 | 0–1 | 3–1 | 1–0 | 2–3 | 1–0 | 1–0 | 2–1 | 0–0 |
| Al-Fateh          | 1–1 | 1–0 | 1–1 | 1–2 |     | 1–1 | 3–4 | 2–0 | 1–2 | 3–2 | 3–1 | 3–1 | 1–2 | 1–0 | 2–4 | 1–2 | 1–2 | 2–1 |
| Al-Fayha          | 2–1 | 0–1 | 1–0 | 1–1 | 1–1 |     | 0–2 | 1–1 | 0–0 | 1–4 | 0–5 | 0–2 | 0–0 | 0–1 | 2–0 | 2–0 | 0–0 | 2–1 |
| Al-Hilal          | 2–0 | 2–3 | 5–1 | 3–1 | 9–0 | 3–0 |     | 3–1 | 3–0 | 1–3 | 3–2 | 2–2 | 2–0 | 4–0 | 4–0 | 1–1 | 4–1 | 3–2 |
| Al-Ittihad        | 3–1 | 1–0 | 4–3 | 3–2 | 2–0 | 3–0 | 4–1 |     | 4–1 | 2–1 | 4–1 | 2–1 | 2–1 | 2–0 | 1–1 | 2–1 | 7–1 | 1–0 |
| Al-Khaleej        | 1–1 | 0–3 | 1–0 | 1–2 | 1–5 | 0–0 | 3–2 | 1–1 |     | 1–3 | 4–0 | 0–1 | 0–1 | 3–0 | 2–3 | 1–2 | 0–2 | 1–1 |
| Al-Nassr          | 1–2 | 1–1 | 3–1 | 2–3 | 3–1 | 3–0 | 1–1 | 2–3 | 2–0 |     | 1–1 | 2–2 | 1–1 | 3–0 | 3–1 | 2–1 | 2–0 | 2–0 |
| Al-Raed           | 0–1 | 0–2 | 1–2 | 1–1 | 2–1 | 0–2 | 3–5 | 1–3 | 1–2 | 1–2 |     | 1–2 | 0–1 | 3–1 | 0–2 | 1–2 | 2–2 | 0–2 |
| Al-Shabab         | 2–3 | 3–1 | 2–0 | 0–1 | 2–2 | 2–1 | 1–2 | 2–3 | 5–1 | 1–2 | 2–1 |     | 1–0 | 6–0 | 0–0 | 2–1 | 3–1 | 2–0 |
| Al-Taawoun        | 0–1 | 2–4 | 1–1 | 1–1 | 2–0 | 1–0 | 0–2 | 1–2 | 2–0 | 1–1 | 4–3 | 2–2 |     | 0–0 | 1–0 | 3–2 | 0–2 | 3–0 |
| Al-Orobah         | 0–2 | 0–2 | 2–0 | 1–2 | 1–0 | 2–2 | 0–5 | 0–2 | 1–2 | 2–1 | 0–4 | 0–3 | 3–2 |     | 0–1 | 0–1 | 4–2 | 1–0 |
| Al-Okhdood        | 0–0 | 2–1 | 1–2 | 0–2 | 1–3 | 1–2 | 0–3 | 1–2 | 1–2 | 0–9 | 1–0 | 1–1 | 1–1 | 4–0 |     | 0–1 | 1–2 | 0–0 |
| Al-Riyadh         | 2–1 | 0–1 | 3–1 | 0–0 | 2–2 | 0–0 | 0–3 | 0–1 | 2–2 | 0–1 | 1–3 | 1–3 | 1–0 | 2–4 | 1–0 |     | 1–0 | 0–0 |
| Al-Wehda          | 0–3 | 2–3 | 0–1 | 2–2 | 1–0 | 2–2 | 1–1 | 1–4 | 1–3 | 0–2 | 3–1 | 1–3 | 1–0 | 2–1 | 2–3 | 3–3 |     | 2–3 |
| Damac             | 1–0 | 0–2 | 2–1 | 0–3 | 0–1 | 2–2 | 2–2 | 2–1 | 0–1 | 2–3 | 1–0 | 1–0 | 2–2 | 1–2 | 3–1 | 2–2 | 0–1 |     |

## Estadísticas
- Actualizado al 27 de mayo de 2025.
| Pos. | Jugador                   | Equipo          | Goles | Part. | Prom. |
| ---- | ------------------------- | --------------- | ----- | ----- | ----- |
| 1    | Cristiano Ronaldo         | Al-Nassr        | 25    | 30    | 0.83  |
| 2    | Ivan Toney                | Al-Ahli         | 23    | 30    | 0.77  |
| 3    | Karim Benzema             | Al-Ittihad      | 21    | 29    | 0.72  |
| 4    | Abderrazak Hamdallah      | Al-Shabab       | 21    | 26    | 0.81  |
| 5    | Julián Quiñones           | Al-Qadsiah      | 20    | 28    | 0.71  |
| 6    | Aleksandar Mitrović       | Al-Hilal        | 19    | 23    | 0.83  |
| 7    | Pierre-Emerick Aubameyang | Al-Qadsiah      | 17    | 32    | 0.53  |
| 8    | Marcos Leonardo           | Al-Hilal        | 17    | 24    | 0.71  |
| 9    | Myziane Maolida           | Al-Kholood Club | 15    | 34    | 0.44  |
| 10   | Salem Al-Dawsari          | Al-Hilal        | 15    | 30    | 0.5   |
| 11   | Georginio Wijnaldum       | Al-Ettifaq      | 14    | 32    | 0.44  |
| 12   | Sadio Mané                | Al-Nassr        | 14    | 32    | 0.44  |
| 13   | Musa Barrow               | Al Taawoun      | 13    | 33    | 0.39  |

### Máximos asistentes
Datos actualizados a 27 de mayo de 2025.
| Pos. | Jugador          | Equipo     | Asistencias | Part. | Prom. |
| ---- | ---------------- | ---------- | ----------- | ----- | ----- |
| 1    | Salem Al-Dawsari | Al-Hilal   | 15          | 32    | 0.47  |
| 2    | Moussa Diaby     | Al-Taawoun | 14          | 24    | 0.58  |
| 3    | Cristian Guanca  | Al-Shabab  | 11          | 34    | 0.32  |
| 4    | Sadio Mané       | Al-Nassr   | 11          | 32    | 0.34  |
| 5    | Riyad Mahrez     | Al Ahli    | 10          | 31    | 0.32  |
| 6    | Musab Al-Juwayr  | Al-Hilal   | 10          | 31    | 0.32  |
| 7    | Malcom           | Al-Hilal   | 10          | 30    | 0.33  |
| 8    | Cameron Puertas  | Al Qadsiah | 9           | 30    | 0.3   |
| 9    | Karim Benzema    | Al-Ittihad | 9           | 31    | 0.29  |
| 10   | Rúben Neves      | Al-Hilal   | 8           | 26    | 0.31  |